# 장 갈피온
장 갈피온(프랑스어: Jean Galfione, 1971년 6월 9일~)은 프랑스의 전직 육상 선수이다. 주 종목은 장대높이뛰기이며, 1996년 하계 올림픽에서 금메달을 획득했다.

## 같이 보기
- 장대높이뛰기